# Ahmed Hegazy
Ahmed El-Sayed Hegazy, mais conhecido como Ahmed Hegazy (Árabe: أحمد حجازي‎) (Ismaília, 25 de janeiro de 1991), é um futebolista egípcio que atua como zagueiro. Atualmente, joga pelo Neom SC, da Arábia Saudita.

## Carreira
Ahmed Hegazy iniciou sua carreira de jogador profissional em 24 de novembro de 2009, quando fez a sua estreia com o clube egípcio, Ismaily jogando uma partida completa. Em 22 de dezembro de 2011, o clube egípcio anunciou que negociou Hegazy com a Fiorentina, da Itália, pelo valor de 1,5 milhões de euros. A equipe egípcia recebeu 15% do valor da venda.
Na Fiorentina, Hegazy recebeu a camisa de número 3. Fez sua estreia oficial no dia 15 de agosto de 2012, jogando 30 minutos em um amistoso em que a Fiorentina venceu o Viareggio por 3 a 0.

## Seleção
Ahmed Hegazy foi convocado para jogar pela equipe do Egito sub-20, sub-23, e pela Seleção Principal. Ele integrou do elenco da Seleção Egípcia de Futebol nas Olimpíadas de 2012 e Olimpíadas de 2020.

## Outros detalhes
Ahmed Hegazy é amplamente conhecido como o "Nesta das Pirâmides". Ele recebeu esse apelido por seu estilo de jogo lembrar um pouco o estilo de jogo do seu homólogo italiano, Alessandro Nesta.

## Títulos
Al Ahly
- Campeonato Egípcio: 2015–16, 2016–17
- Supercopa do Egito: 2015

Al-Ittihad
- Campeonato Saudita: 2022–23
- Supercopa Saudita: 2022